# 上磯郡
上磯郡（日语：／ Kamiiso gun */?）為日本北海道渡島綜合振興局的郡，位於渡島綜合振興局西南部。
由於位於函館市西北方的海岸（在北海道曾以西方為上），日文又稱海岸為「磯」，因此命名為「上磯」。

## 轄區
轄區包含2町：
- 木古內町
- 知內町

## 沿革

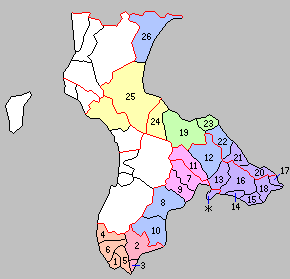
北海道一・二級町村制施行時上矶郡下辖町村（7.上矶村 8.木古内村 9.茂別村 10.知内村 桃：北斗市 ）

- 1869年8月15日：北海道設置11國86郡，渡島國上磯郡成立。
- 1897年11月：北海道實施支廳制，此時上磯郡下轄小谷石村、知內村、上磯村、中野村、清川村、谷好村、富川村、茂邊地村、石別村、木古內村、釜谷村、泉澤村、札苅村。[1]（13村）
- 1900年7月1日：上磯村、中野村、清川村、谷好村、富川村合併為上磯村，並成為北海道一級村。（9村）
- 1902年4月1日：木古內村、釜谷村、泉澤村、札苅村合併為木古內村，並成為北海道二級村。。[2]（6村）
- 1906年4月1日：小谷石村、知內村合併為知內村，茂邊地村、石別村合併為茂別村，並同時成為北海道二級村。（4村）
- 1918年1月1日：上磯村改制為上磯町。（1町3村）
- 1919年4月1日：木古內村成為北海道一級村。
- 1942年10月1日：木古內村改制為木古內町。（2町2村）
- 1943年6月1日：北海道一級二級町村制廢止，知內村、茂別村改為內務省指定村。
- 1946年10月5日：指定町村制廢止。 。
- 1955年4月1日：茂別村被併入上磯町。（2町1村）
- 1967年10月1日：知內村改制為知內町。[3]（3町）
- 2006年2月1日：上磯町與龜田郡大野町合併為北斗市，並脫離上磯郡之管轄。（2町）